# Marky Ramone
Marc Steven Bell (15. srpnja 1956., Brooklyn, New York) američki je glazbenik, tekstopisac i bubnjar. Najpoznatiji je po svome djelovanju u punk rock sastavu Ramones, ali je isto svirao i u drugim poznatim sastavima, poput The Voidoids i The Misfits.

## Glazbena karijera
Bellovi prvi bubnjarski počeci bili su u hard rock sastavu Dust. On je s njima snimio dva studijska albuma, dok nije prešao na punk rock stil glazbe. Početkom '70-ih pridružuje se sastavu Richard Hell & The Voidoids i sudjelovao je na njihovom prvom albumu Blank Generation.
Kada je Tommy Ramone 1978. odlučio napustiti Ramonese, Belliu je ponuđeno da dođe u sastav umjesto njega, što on prihvaća i mijenja ime u Marky Ramone. U Ramonesima ostaje svirati bubnjeve 15 godina. Na njegov zahtjev napustio je sastav 1983., zbog potencijalnog problema s alkoholom (ili kako je rekao "zbog borbe protiv njegovih demona"). U sastav se vrati 1987. i nastavio s njima svirati sve do raspada 1996. godine.
1995.g. Marky se s Ramonesima pojavljuje u jednoj seriji The Simpsonsa.
1996.g. Markyu se pridružuje Dee Dee Ramone i njegova supruga 'Barbara Ramone', te zajedno sviraju kao sastav The Ramainz i izvode Ramonesove skladbe po raznim zabavama.
2000.g. Marky se pridružuje Joeyju Ramoneu, prvome vokalu Ramonesa i s njim snima njegov jedini solo album Don't Worry About Me. Iste godine pridružuje se na turneju horor punk sastavu The Misfits, zajedno s Jerryjem Onlyem i Dezom Cadenaom iz Black Flaga. Sa njima ostaje čitavo vrijem dok je trajala turneja, a sa kojom su obilježavali svojih 25 godina po turnejama i nakon toga snima sa njima jedan studijski album Project 1950, koji je objavljen 2003.g. Iz sastava odlazi 2005. godine.
U listopadu 2001., Marky se pojavljuje na MTV-u, kako bi primio Ramonesovu nagradu za životno djelo, koju mu je uručio Bono Vox iz U2. U ožujku 2002. ulazi u kuću slavnih "Rock and Roll Hall of Fame" u New Yorku, Waldorf Astoria, kao član Ramonesa. Također je snimio albume sa svojim solo sastavom Marky Ramone & the Speedkings, koji su objavljeni na 7" izdanjima.
U rujnu 2004., Marky radi kao izvršni producent i objavljuje jedan Ramonesov DVD pod nazivom, Ramones Raw, na kojemu se nalaze snimke sastava s turneja iz čitavog svijeta, kao i mnoge druge rijetke snimke iz njihovih najboljih godina. Veliki dio snimak je ustupio sam Marky Ramone iz svoje privatne biblioteke. DVD je dovršen u pravo vrijeme da se na njemu nađe i komentar od Johnnyja Ramonea, koji je umro od raka prostate 15. rujna 2004. Komentari također uključuju i Markya Ramonea i producenta i direktora Johna Cafieroa. Ramones Raw jedini je Ramonesov DVD koji je postigao zlatnu nakladu i jedan je od samo dva koji u Americi postiže zlatnu prodaju s čitave Ramonesove diskografije. Drugi je LP s najboljim hitovima Ramonesmania objavljen 1988.g. Ramones Raw je ujedno i najbolje plasiran na Top ljestvicama u povijesti Ramonesa.
U siječnju 2005., Marky započinje glazbenu turneju pod nazivom Ramones Night Tour 2005: Marky Ramone & Tarakany!. Na tu je turneju Marky pozvao ruski punk sastav 'Tarakany!'(Тараканы!). U 2003. svirao je s njima u Rusiji na koncertu pod nazivom 'Marky & Pinhead Army'.
Na mnogim turnejama širom svijeta, Marky je puno puta pričao o sastavu Ramones, imao kontakt s publikom i prikazivao im rijetke slike na dijapozitivu i video isječke iz svoje kučne biblioteke. Sada nastupa na turnejama sa svojim sastavom Marky Ramone and Friends i svira s punk rock super-sastavom Osaka Popstar. On je također domaći i voditelj u emisiji Marky Ramone Punk Rock Blitzkrieg, radijske postaje Sirius Satellite Radio, na punk kanalu.

## Diskografija
Sa sastavom Dust:
- 1971. - Dust
- 1972. - Hard Attack

Sa sastavom Estus:
- 1973. - Estus

Sa sastavom The Voidoids:
- 1976. - Another World (single)
- 1977. - Blank Generation (single)
- 1977. - Blank Generation (album)
- 1979. - The Kid With the Replaceable Head (single)
- 1979. - Destiny Street (album)
- 1989. - Funhunt (live album)

With the Ramones:
Sa sastavom Marky Ramone and the Intruders:
- 1994. - Coward with the Gun (singl)
- 1996. - Marky Ramone & The Intruders
- 1999. - The Answer To Your Problems?
- 2006. - Start of the Century (disk 1)

S Dee Dee Ramoneom:
- 1997. - I Am Seeing U.F.O's (singl)
- 1997. - Zonked/Ain't It Fun (album)

Sa sastavom The Ramainz:
- 1999. - Live in N.Y.C. (uživo album)

S Joeyjom Ramoneom:
- 2001. - Merry Christmas (I Don't Want to Fight Tonight) (singl)
- 2002. - What A Wonderful World (singl)
- 2002. - Don't Worry About Me (album)
- 2002. - Christmas Spirit... In My House (EP CD)

Sa sastavom Marky Ramone & the Speedkings:
- 2001. - Speedkings Ride Tonight (singl)
- 2001. - No If's, And's or But's (album)
- 2001. - Alive (uživo album)
- 2001. - Ride Tonight/Hot Rods R' Us (singl)
- 2002. - Legends Bleed (album)
- 2002. - I've Got Dee Dee On My Mind/Chinese Rocks (singl)
- 2002. - Rawk Over Scandinavia (uživo 4 skladbe s EP-a)
- 2003. - Love Hates Me/Dirty Action (Singl zajedno s Texas Terri Bomb)
- 2003. - Speedfinns (Girls & Gasoline demo 4 skladbe s EP-a)
- 2003. - Good Cop Bad Cop/Sidewalkin (singl)

Sa sastavom The Misfits:
- 2002. - Don't Open 'Til It's Doomsday/Day The Earth Caught Fire
- 2003. - Project 1950 (album)

Sa sastavom Osaka Popstar:
- 2006. - Osaka Popstar and the American Legends of Punk

Sa sastavom Tequila Baby:
- 2006. - Marky Ramone & Tequila Baby Live

Solo:
- 2006. - Start of the Century (dva diska, uživo izvedba)

## Vanjske poveznice
- Marky Ramone na MySpaceu
- Marky Ramone u internetskoj bazi filmova IMDb-a